# Episodi di Sposati... con figli (quarta stagione)
La quarta stagione della serie televisiva Sposati... con figli è stata trasmessa in anteprima negli Stati Uniti d'America dalla Fox tra il 3 settembre 1989 e il 13 maggio 1990.
| nº | Titolo originale                          | Titolo italiano | Prima TV USA      | Prima TV Italia |
| -- | ----------------------------------------- | --------------- | ----------------- | --------------- |
| 1  | Hot off the Grill                         |                 | 3 settembre 1989  |                 |
| 2  | Dead Men Don't Do Aerobics                |                 | 10 settembre 1989 |                 |
| 3  | Buck Saves the Day                        |                 | 24 settembre 1989 |                 |
| 4  | Tooth or Consequences                     |                 | 1º ottobre 1989   |                 |
| 5  | He Ain't Much, But He's Mine              |                 | 8 ottobre 1989    |                 |
| 6  | Fair Exchange                             |                 | 29 ottobre 1989   |                 |
| 7  | Desperately Seeking Miss October          |                 | 5 novembre 1989   |                 |
| 8  | 976-SHOE                                  |                 | 12 novembre 1989  |                 |
| 9  | Oh, What a Feeling                        |                 | 19 novembre 1989  |                 |
| 10 | At the Zoo                                |                 | 26 novembre 1989  |                 |
| 11 | It's a Bundyful Life (Part 1)             |                 | 17 dicembre 1989  |                 |
| 12 | It's a Bundyful Life (Part 2)             |                 | 17 dicembre 1989  |                 |
| 13 | Who'll Stop the Rain                      |                 | 7 gennaio 1990    |                 |
| 14 | A Taxing Problem                          |                 | 14 gennaio 1990   |                 |
| 15 | Rock and Roll Girl                        |                 | 4 febbraio 1990   |                 |
| 16 | You Gotta Know When to Hold Them (Part 1) |                 | 11 febbraio 1990  |                 |
| 17 | You Gotta Know When to Fold Them (Part 2) |                 | 18 febbraio 1990  |                 |
| 18 | What Goes Around Came Around              |                 | 25 febbraio 1990  |                 |
| 19 | Peggy Turns 300                           |                 | 25 marzo 1990     |                 |
| 20 | Peggy Made a Little Lamb                  |                 | 15 aprile 1990    |                 |
| 21 | Rain Girl                                 |                 | 29 aprile 1990    |                 |
| 22 | The Agony of De-Feet                      |                 | 6 maggio 1990     |                 |
| 23 | Yard Sale                                 |                 | 13 maggio 1990    |                 |